# Farnes kyrka
Farnes kyrka (norska: Farnes kirke) är en kyrkobyggnad i tätorten Øvre Årdal i Årdals kommun i Vestland fylke i västra Norge.

## Kyrkobyggnaden
Kyrkan uppfördes 1970 efter ritningar av arkitekt Per Solemslie på arkitektfirman Arnstein Arneberg. 12 april 1970 invigdes kyrkan av biskop Per Juvkam. Byggnaden är huvudsakligen gjord av tegel och betong och har en nästan kvadratisk planform. Vid ingången finns ett 30 meter högt klocktorn.

## Inventarier
- Altartavlan är utförd av Victor Sparre.
- Altare och dopfunt är murade av cement och har inslag av Offerdalsgranit.
- Predikstolen av trä är utformad som en fyrkantig låda och har ett kvadratiskt ljudtak.
- Orgeln är tillverkad 1970 av Vestlandske Orgelfabrikk. Den har 20 stämmor fördelade på två manualer och pedal.
- I klocktornet hänger tre kyrkklockor som är tillverkade av Olsen og Nauen i Tønsberg.